# Konföderierte Staaten von Amerika
Die Konföderierten Staaten von Amerika (Confederate States of America, CSA), auch Konföderation, Confederacy oder Dixieland genannt, waren ein Bundesstaat, der 1861 durch Abspaltung von elf der südlichen Gliedstaaten der Vereinigten Staaten von Amerika (USA, damals auch Union genannt) entstand. Der Staat, der von keinem anderen anerkannt wurde, wurde 1865 militärisch erobert und aufgelöst; seine Mitglieder kehrten in die Union zurück.
Man spricht bei den betreffenden Gliedstaaten ungenau auch von den Südstaaten oder „Sklavenhalterstaaten“. Tatsächlich verblieben aber einige dieser Staaten in der Union, wurden also nicht Teil der Konföderierten Staaten.
Anlass für die Abspaltung war die Wahl von Abraham Lincoln zum US-Präsidenten 1860, da sie bewies, dass man auch ohne Unterstützung des Südens gewählt werden konnte. Viele Südstaaten befürchteten, auf lange Sicht ins Hintertreffen zu geraten, da neue US-Staaten sklavenfrei waren und Einwanderung meist in sklavenfreie Staaten des Nordens und Westens stattfand. Sklavenhaltung lohnte sich wirtschaftlich nur im Süden; ihre rechtliche Regelung war Angelegenheit der einzelnen Gliedstaaten. Erst 1865 schaffte die Union die Sklaverei ab, dies galt dann nach dem Ende des Sezessionskrieges auch für die Südstaaten.
Die Konföderierten Staaten hatten eine ähnliche Verfassung wie die USA; in einigen Punkten gab es mehr, in anderen weniger Rechte. Der CSA-Präsident wurde für sechs statt vier Jahre gewählt und durfte nicht wiedergewählt werden. Einziger Amtsinhaber, von 1861 bis 1865, war Jefferson Davis.
Kurz nach der Abspaltung kam es zum Bürgerkrieg zwischen Union und Konföderation. Die Union hatte über das Land verstreut Truppen in Forts stationiert, davon lagen einige im Süden. Anlass für den Krieg war der Beschuss von Fort Sumter durch die Konföderation.
Die Konföderation hatte ohne äußere Unterstützung nur wenig Siegeschancen gegen die industriell entwickeltere und bevölkerungsreichere Union. Der Krieg hatte für die Zivilbevölkerung im Süden teilweise verheerende Folgen.
Die Zeit des Bürgerkriegs und der Reconstruction haben die Bevölkerung im Süden tief geprägt. Die regionale Verbundenheit und Identifikation mit Werten der Konföderation wird wegen der damaligen Sklavenhaltung mitunter kontrovers aufgenommen.

## Hintergründe
Die Hintergründe der Sezession der Südstaaten sind in der unterschiedlichen demographischen, wirtschaftlichen, politischen und religiösen Entwicklung der Nord- und Südstaaten zu suchen. Profitierte der Norden in hohem Maße von der Masseneinwanderung weißer Europäer, so war der Zustrom im Süden viel geringer. Im Norden setzte sich die Industrialisierung immer stärker durch, sodass die Zahl der Sklaven langsam abnahm. Währenddessen blieb der Süden überwiegend ein Agrarland, dessen Plantagenwirtschaft (Erdnüsse, Zuckerrohr, Tabak, Baumwolle) auf der vermeintlichen Notwendigkeit von Sklaven beruhte.
Die Sklavenhaltung kann als wichtigster Grund für die Sezession angesehen werden. Mit ihr hing der Streitpunkt zusammen, welche Befugnisse die Regierung des Bundes gegenüber den Gliedstaaten haben sollte. Die Gliedstaaten des Südens befürchteten langfristig den Verlust ihrer althergebrachten Rechte. Sie kämpften bis zu ihrer Sezession für die Beibehaltung eines starken Föderalismus.
Beurteilt man die Konföderation aus heutiger Sicht, so stellt man fest, dass sie nur auf einem dünnen Fundament demokratischer Mitbestimmung aufgebaut worden war. Von der Gesamtbevölkerung von 9 Millionen standen nur etwa 1,5 Millionen weiße Männer im wahl- und wehrpflichtigen Alter; der große Rest – weiße Frauen und Sklaven – waren praktisch politisch entmündigt. Die politische Zustimmung und die Unterstützung dieser Bevölkerungsgruppen für den Sezessionskrieg waren dementsprechend gering.
Weitere Kriegsgründe waren wirtschaftlicher Natur. Der Norden wollte seine Fertigprodukte im Süden absetzen, und die Republikaner bevorzugten zur Entwicklung der eigenen Industrie eine Schutzzollpolitik. Der Süden griff jedoch lieber auf englische Fertigprodukte zurück, da die Schiffe, die England mit Baumwolle aus dem Süden versorgten, nicht mit leeren Laderäumen zurückfahren sollten. Ebenso sah man im Norden das überkommene, feudal geprägte Herrschaftssystem – das nur eine schmale, wirtschaftlich und politisch dominante Schicht von Großgrund- und Sklavenbesitzern begünstigte – langfristig als ernste Bedrohung für die Demokratie an.

## Geschichte

### Sezession
Als die Staaten im Norden die Sklaverei nach und nach offiziell abschafften und die Bewegung zur vollständigen Abschaffung der Sklaverei (Abolitionismus) immer stärker wurde, verschärfte sich der Konflikt mit dem Süden, der überwiegend an der Sklaverei festhalten wollte. Als mit Abraham Lincoln ein Republikaner zum Präsidenten (1861–1865) gewählt wurde, erklärte South Carolina am 20. Dezember 1860 seinen Austritt aus der Union. Lincoln lehnte das Prinzip der Sklaverei ab, war aber vor und zu Anfang des Sezessionskrieges bereit, sie notfalls aufrechtzuerhalten, da er auf diese Weise eine Abspaltung weiterer Staaten verhindern wollte. Überhaupt hätte er die Sklaverei nur durch eine Verfassungsänderung abschaffen können, die eine Zweidrittelmehrheit in beiden Kammern des Kongresses erfordert hätte.
Der Sezession South Carolinas folgten kurz darauf die Staaten Mississippi (9. Januar 1861), Florida (10. Januar 1861), Alabama (11. Januar 1861), Georgia (19. Januar 1861) und Louisiana (26. Januar 1861). Am 4. Februar 1861 konstituierte sich in Montgomery ein Provisorischer Kongress aus Vertretern dieser Staaten, die sich zu den Konföderierten Staaten von Amerika zusammenschlossen. Als Hauptstadt wurde zunächst Montgomery ausgewählt, die aber nach dem prestigeträchtigen Beitritt Virginias nach Richmond verlegt wurde. Texas, dessen Austritt auf einem Konvent in Austin, am 1. Februar 1861 beschlossen und am 23. Februar per Referendum gebilligt wurde, war der letzte Staat, der am 2. März 1861 noch vor dem Amtsantritt Lincolns und dem Beginn des Sezessionskrieges den Konföderierten Staaten beitrat.
Etwas später traten auch Virginia (17. April 1861; am 23. Mai 1861 per Referendum bestätigt), Arkansas (6. Mai 1861), North Carolina (20. Mai 1861) und Tennessee (8. Juni 1861) aus der Union aus und schlossen sich der Konföderation an. Diese umfasste somit 11 der 15 Staaten, in denen die Sklaverei noch erlaubt war. In zwei Südstaaten, Kentucky und Missouri, unterstützte nur eine Minderheit die Sezession, diese bildeten ihre eigenen Regierungen und beantragten die Aufnahme in den Kongress der Konföderierten Staaten. Insgesamt waren damit 23 Staaten der Union treu geblieben, da Kentucky und Missouri faktisch geteilt waren, und Regimenter aus diesen Staaten kämpften auf beiden Seiten; die politische Loslösung von der Union wurde jedoch nie eindeutig geregelt (in Missouri bekämpften einander deswegen sogar zwei Parteien, die in ihren eigenen „Hauptstädten“ residierten).
Am 8. Februar 1861 wurde vom Kongress eine vorläufige Verfassung verabschiedet. Als Präsident des neuen Staatengebildes wurde am 18. Februar 1861 Jefferson Davis im als Kapitol der Konföderierten Staaten dienenden Alabama State Capitol vereidigt. Am 11. März 1861 wurde die endgültige Version der Verfassung verabschiedet, die allerdings jener der Vereinigten Staaten (bis auf die ausdrückliche Erlaubnis der Sklaverei) sehr ähnlich war. Sie sollte in Kraft treten, sobald sie von fünf Staaten ratifiziert worden war.
Die Union und die damaligen Großmächte verweigerten dem Süden die offizielle Anerkennung. Zwar bemühten sich die CSA-Diplomaten intensiv um eine Anerkennung seitens Großbritanniens und Frankreichs, doch vor allem die britische Regierung war erst dazu bereit, wenn der Süden den Krieg für sich entschieden hätte. Bereits ab dem späten Frühjahr 1861 verhängte die Union zudem eine strenge Wirtschafts- und Seeblockade über das Gebiet der Konföderation (siehe auch Anakonda-Plan).

### Verlauf des Bürgerkrieges

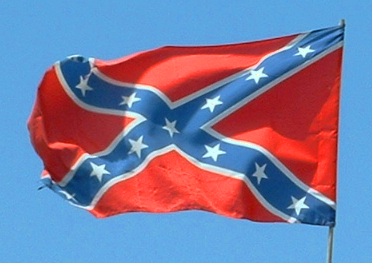
Kriegsflagge der CSA in der Version der konföderierten Seestreitkräfte, der sogenannte „Confederated Navy Jack“

Am 12. April 1861 beschossen konföderierte Milizen unter General Beauregard das noch von Unionssoldaten besetzte Fort Sumter bei Charleston. Die Unionssoldaten kapitulierten am darauffolgenden Tag.
In den nachfolgenden Kämpfen konnten die konföderierten Truppen mehrere spektakuläre (aber auch teils sehr verlustreiche) Siege erringen, wie die Schlacht am Bull Run (Manassas). Besonders die Nord-Virginia-Armee unter dem Befehl von General Robert Edward Lee zeigte sich ihren Gegnern als ebenbürtig, wenn auch die Unionstruppen unter General George McClellan teils tief in das Territorium der Konföderation vorrücken konnten. Das Jahr 1863 kann als Wendepunkt des Krieges zu Gunsten der Nordstaaten angesehen werden, im Juli desselben Jahres fiel im Westen das strategisch wichtige Vicksburg und General Lee wurde im Osten in der Schlacht von Gettysburg geschlagen.
Der Süden, der damit nun endgültig in die Defensive geraten war, musste immer schwerere Verluste an Menschen, Material und Infrastruktur hinnehmen. Seine wichtigsten Territorien wurde schließlich von dem an Menschen- und Rüstungspotential weit überlegenen Norden überrannt und besetzt. Der Rest von General Lees Nord-Virginia-Armee wurde in Virginia von den Truppen des Generals Ulysses S. Grant eingekesselt und kapitulierte am 9. April 1865 bei Appomattox Court House; die letzten, noch kampffähigen konföderierten Verbände, die von den Unionstruppen weit in das Hinterland der Konföderation abgedrängt worden waren, gaben in den darauffolgenden Wochen auf.
Mit dieser Niederlage löste sich die Konföderation auf und die Südstaaten wurden zwischen 1866 und 1870 wieder in die Union eingegliedert.

## Staaten und Territorien
| Staat                                    | Austritt aus den USA | Beitritt zu den CSA            | Erneute Vertretung im US-Kongress | Lokale Selbstverwaltung wiederhergestellt |
| ---------------------------------------- | -------------------- | ------------------------------ | --------------------------------- | ----------------------------------------- |
| South Carolina                           | 20. Dezember 1860    | 4. Februar 1861                | 9. Juli 1868                      | 28. November 1876                         |
| Mississippi                              | 9. Januar 1861       | 4. Februar 1861                | 23. Februar 1870                  | 4. Januar 1876                            |
| Florida                                  | 10. Januar 1861      | 10. Februar 1861               | 25. Juni 1868                     | 2. Januar 1877                            |
| Alabama                                  | 11. Januar 1861      | 18. Februar 1861               | 14. Juli 1868                     | 16. November 1874                         |
| Georgia                                  | 19. Januar 1861      | 4. Februar 1861                | 15. Juli 1870                     | 1. November 1871                          |
| Louisiana                                | 26. Januar 1861      | 4. Februar 1861                | 4. Juli 1868                      | 2. Januar 1877                            |
| Texas                                    | 1. Februar 1861      | 2. März 1861                   | 30. März 1870                     | 14. Januar 1873                           |
| Virginia                                 | 17. April 1861       | 7. Mai 1861                    | 26. Januar 1870                   | 5. Oktober 1869                           |
| Arkansas                                 | 6. Mai 1861          | 18. Mai 1861                   | 22. Juni 1868                     | 10. November 1874                         |
| North Carolina                           | 20. Mai 1861         | 20. Mai 1861                   | 4. Juli 1868                      | 2. Februar 1871                           |
| Tennessee                                | 8. Juni 1861         | 2. Juli 1861                   | 24. Juli 1866                     | 4. Oktober 1869                           |
| Missouri (eine der beiden „Regierungen“) | 31. Oktober 1861     | 19. August 1861 (provisorisch) | –                                 | –                                         |
| Arizona-Territorium (Mesilla-Regierung)  | 16. März 1861        | 14. Februar 1862               | –                                 | –                                         |
| Kentucky (Russellville-Regierung)        | 20. November 1861    | 10. Dezember 1862              | –                                 | –                                         |

## Regierung
In Abgrenzung zur Bundesregierung der Union wurde die gesamtstaatliche Regierung der Konföderierten Staaten als General Government bezeichnet. Die erste und einzige Präsidentschaftswahl fand am 6. November 1861 statt.

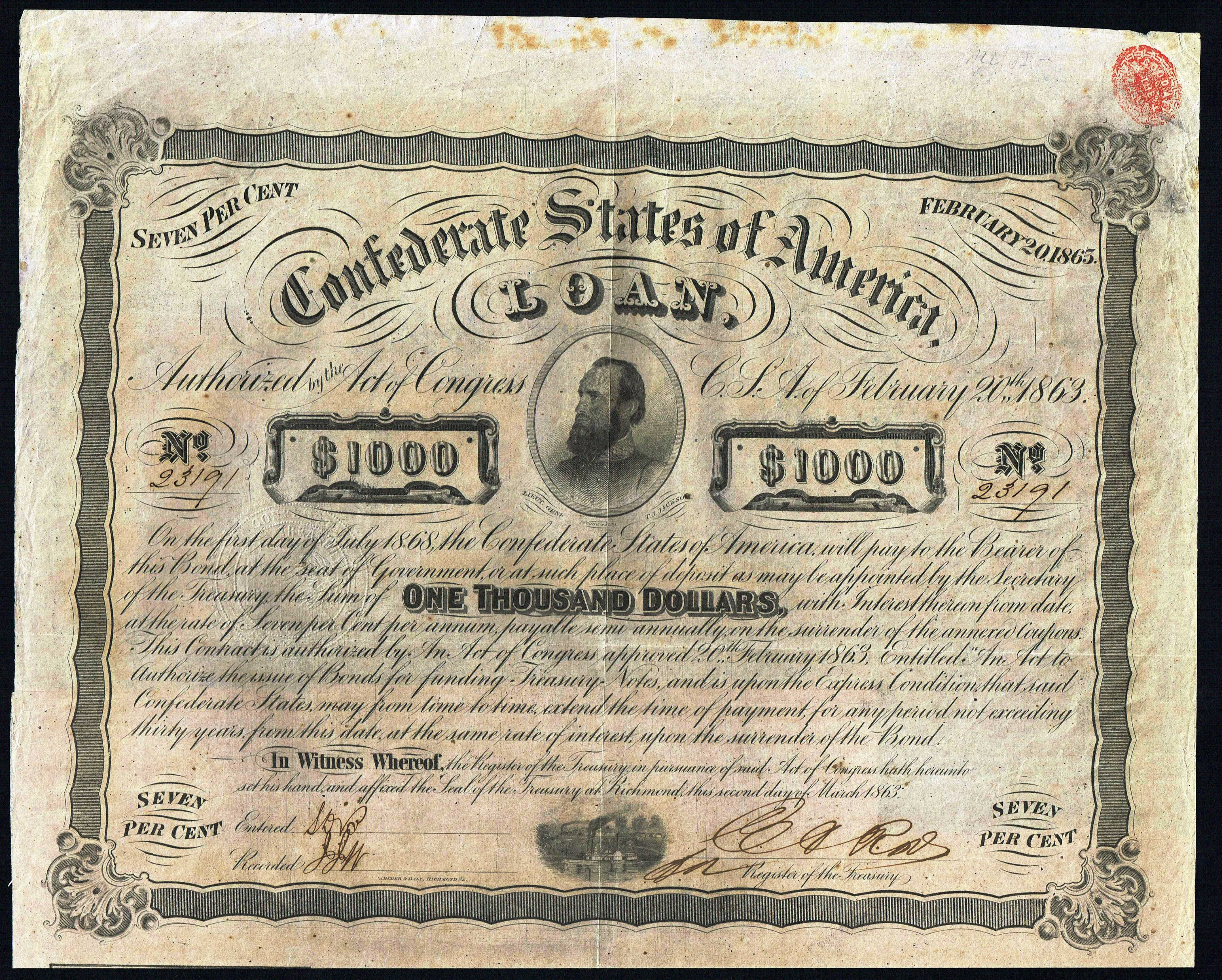
Anleihe der Confederate States of America vom 2. März 1863, Vignette mit Thomas Jonathan Jackson

| Amt            | Name                                       | Amtszeit                         |
| -------------- | ------------------------------------------ | -------------------------------- |
| Präsident      | Jefferson Davis                            | 25. Feb. 1861 bis (10. Mai) 1865 |
| Vizepräsident  | Alexander Hamilton Stephens                | 25. Feb. 1861 bis (11. Mai) 1865 |
|                |                                            |                                  |
| Außenminister  | Robert Augustus Toombs                     | 25. Feb. 1861 bis 25. Juli 1861  |
| Außenminister  | Robert Mercer Taliaferro Hunter            | 25. Juli 1861 bis 22. Feb. 1862  |
| Außenminister  | William Montague Browne (geschäftsführend) | 7. März 1862 bis 18. Mär. 1862   |
| Außenminister  | Judah Philip Benjamin                      | 18. März 1862 bis Mai 1865       |
| Finanzminister | Christopher Gustavus Memminger             | 25. Feb. 1861 bis 15. Juni 1864  |
| Finanzminister | George Alfred Trenholm                     | 18. Juli 1864 bis 27. Apr. 1865  |
| Finanzminister | John Henninger Reagan                      | 27. Apr. 1865 bis (10. Mai) 1865 |
| Kriegsminister | Leroy Pope Walker                          | 24. Feb. 1861 bis 16. Sep. 1861  |
| Kriegsminister | Judah Philip Benjamin                      | 17. Sep. 1861 bis 24. März 1862  |
| Kriegsminister | George Wythe Randolph                      | 24. März 1862 bis 15. Nov. 1862  |
| Kriegsminister | Gustavus Woodson Smith (geschäftsführend)  | 17. Nov. 1862 bis 20. Nov. 1862  |
| Kriegsminister | James Alexander Seddon                     | 21. Nov. 1862 bis 5. Feb. 1865   |
| Kriegsminister | John C. Breckinridge                       | 6. Feb. 1865 bis Mai 1865        |
| Marineminister | Stephen Russell Mallory                    | 4. Mär. 1865 bis (20. Mai) 1865  |
| Postminister   | John Henninger Reagan                      | 6. März 1861 bis (10. Mai) 1865  |
| Justizminister | Judah Philip Benjamin                      | 25. Feb. 1861 bis 17. Sep. 1861  |
| Justizminister | Wade Keyes (geschäftsführend)              | 17. Sep. 1861 bis 21. Nov. 1861  |
| Justizminister | Thomas Bragg                               | 21. Nov. 1861 bis 18. März 1862  |
| Justizminister | Thomas Hill Watts                          | 18. März 1862 bis 1. Okt. 1863   |
| Justizminister | Wade Keyes (geschäftsführend, 2. Mal)      | 1. Okt. 1863 bis 4. Jan. 1864    |
| Justizminister | George Davis                               | 4. Jan. 1864 bis 24. Apr. 1865   |

## Währung

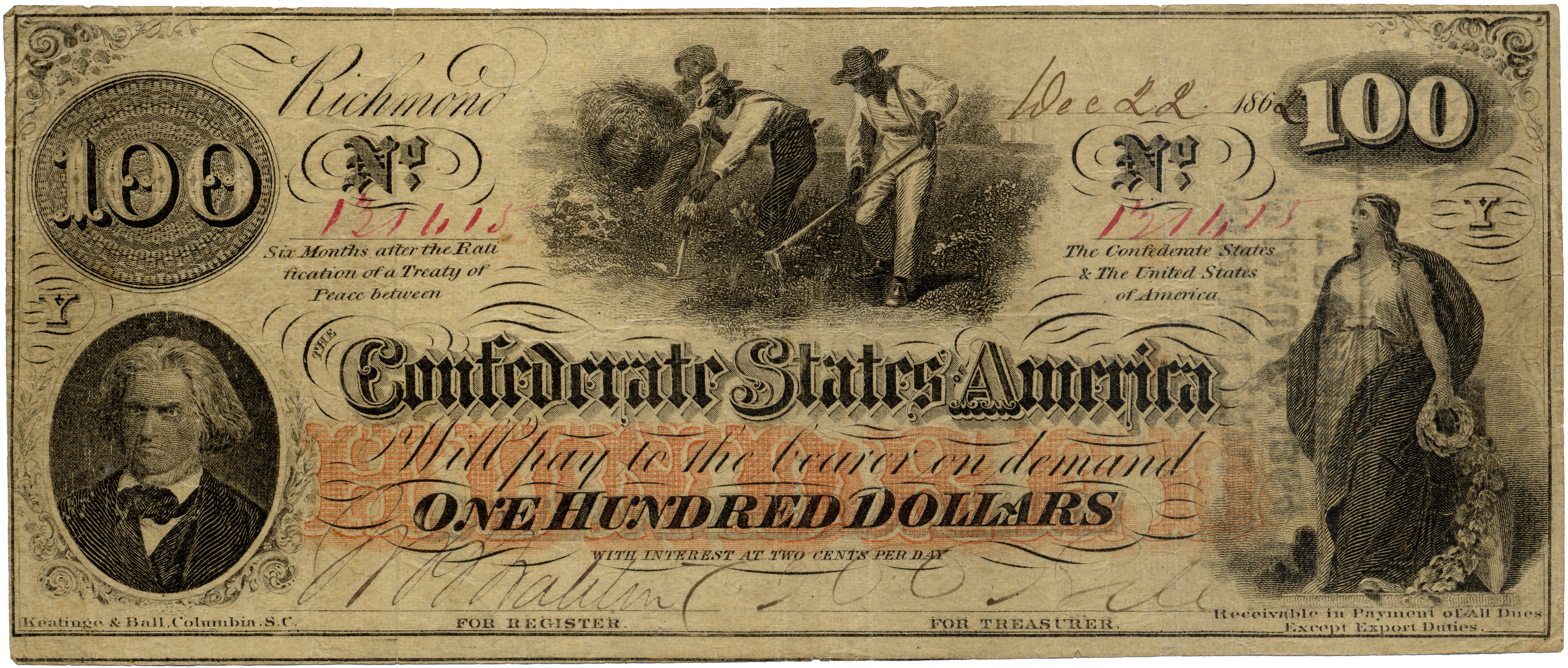
Eine 100-$-Banknote der Konföderierten Staaten

Der CSA-Dollar wurde im April 1861, zwei Monate nach der Gründung der Konföderation und wenige Tage vor dem Ausbruch des Sezessionskrieges, in Umlauf gebracht und war die wichtigste Geldquelle zur Finanzierung der Kriegsanstrengungen. Aufgrund der Farbgebung der Rückseiten der Banknoten wurde der CSD auch als „Grey- oder Blueback“ bezeichnet. Die Konföderierte Währung war nicht durch reale Sachwerte wie z. B. auf vorhandene Gold- und Silbermünzendepots gedeckt, stattdessen wurde den Besitzern der Noten versprochen, sie nach dem Abschluss eines Friedensvertrages zu entschädigen. Man hoffte deshalb auf einen nur kurzen Kampf mit den Unionsstaaten, und dass die Papiernoten ihren nominellen Wert bis dahin halten könnten. Ausgegeben wurden Noten im Wert von 10 und 50 Cent sowie 1, 2, 5, 10, 20, 50, 100, 500 und 1000 Dollar. Der unerwartet lange und verlustreiche Krieg, eine Wirtschaftsblockade und die weit verbreitete Fälschung dieser Banknoten verursachte jedoch im gesamten Währungsraum einen massiven Preisanstieg, wodurch der CSD schon kurz nach seiner Einführung schnell seine Kaufkraft und das Vertrauen in der Bevölkerung einbüßte. Die Banknoten wurden zudem im Verhältnis zur tatsächlichen Wertschöpfung im Süden in viel größeren Beträgen ausgegeben als die der Union. Deswegen und auch in Folge der viel zu geringen wirtschaftlichen Leistungsfähigkeit der Südstaaten gegenüber den Nordstaaten konnte man den CSD in der kurzen Zeit seines Bestehens auch nicht als frei konvertierbares Zahlungsmittel durchsetzen. Bis zum Ende des Krieges hatte man weitgehend ungedecktes Bargeld in der Höhe von über eine Milliarde US-Dollar in Umlauf gebracht. Die Grundlagen, auf welche sich diese Währung stützte, sind ein Lehrbeispiel dafür, wie hastig und unvorbereitet die Gründung der Konföderierten Staaten vonstattenging.

## Verkehr
Der Eisenbahnverkehr war nur für kurze Zugläufe und nicht für den Transport von Soldaten und Gütern über weite Entfernungen gedacht, was im Krieg eine wichtige Rolle spielte. Als Beispiel für das schwerwiegende logistische Problem der Konföderierten kann die Reise von Jefferson Davis zu seinem Antritt 1861 von Mississippi in das benachbarte Alabama herangezogen werden. Von seiner Plantage am Mississippi nahm er zuerst das Dampfboot flussabwärts nach Vicksburg, Mississippi, stieg in den Zug nach Jackson, Mississippi, wo er wiederum einen anderen Zug nach Grand Junction, Tennessee nahm. Dort stieg er zum dritten Mal in einen anderen Zug um, der nach Chattanooga, Tennessee fuhr. In Chattanooga bestieg er einen vierten nach Atlanta, Georgia. Dort stieg Davis in einen Zug, der ihn zur Grenze von Alabama brachte, wo er schließlich in den Zug nach Montgomery, der vorläufigen Hauptstadt der Konföderierten, stieg. Als die Nordstaaten 1863 den Mississippi unter ihre Kontrolle gebracht hatten, brannten ihre Truppen Gerüste und Brücken ab und rissen Gleise heraus. Das angreifbare konföderierte Eisenbahnsystem brach zusammen und war nicht mehr reparabel.

## Militär
Das Militär der Südstaaten gliederte sich in drei Teilstreitkräfte:
- Confederate States Army (Heer)
- Confederate States Navy (Marine)
- Confederate States Marine Corps